# Tanaecia supercilia
Tanaecia supercilia är en fjärilsart som beskrevs av Butler 1868. Tanaecia supercilia ingår i släktet Tanaecia och familjen praktfjärilar. Inga underarter finns listade i Catalogue of Life.